# Битер (вино)
Битер е ароматизирано вино с характерно горчиво ароматизиране, в състава на което влизат горчиви добавки, вермути и ликьори.
Ароматизираните битер вина обикновено се приготвят на основата на екстракти от билки, корени, стъбла и листа на лекарствени растения и подправки. Често като компоненти за направата на ароматизираната напитка се използват пелин, хинин, горчивка, джинджифил, анасон и други.
Ароматизирано вино, чието основно ароматизиране се дължи на естествения аромат на хинин, се нарича „Хининово вино“. В случаите, когато основното ароматизиране е осъществено чрез естествения аромат на горчивка (синя тинтява) и напитката е оцветена в жълт или червен цвят, търговското наименование е „Битер вино“.

## Известни марки битер
- Ангостура битер
- Пикон
- Кампари
- Ундерберг
- Бехеровка
- Егермайстер